# Film City

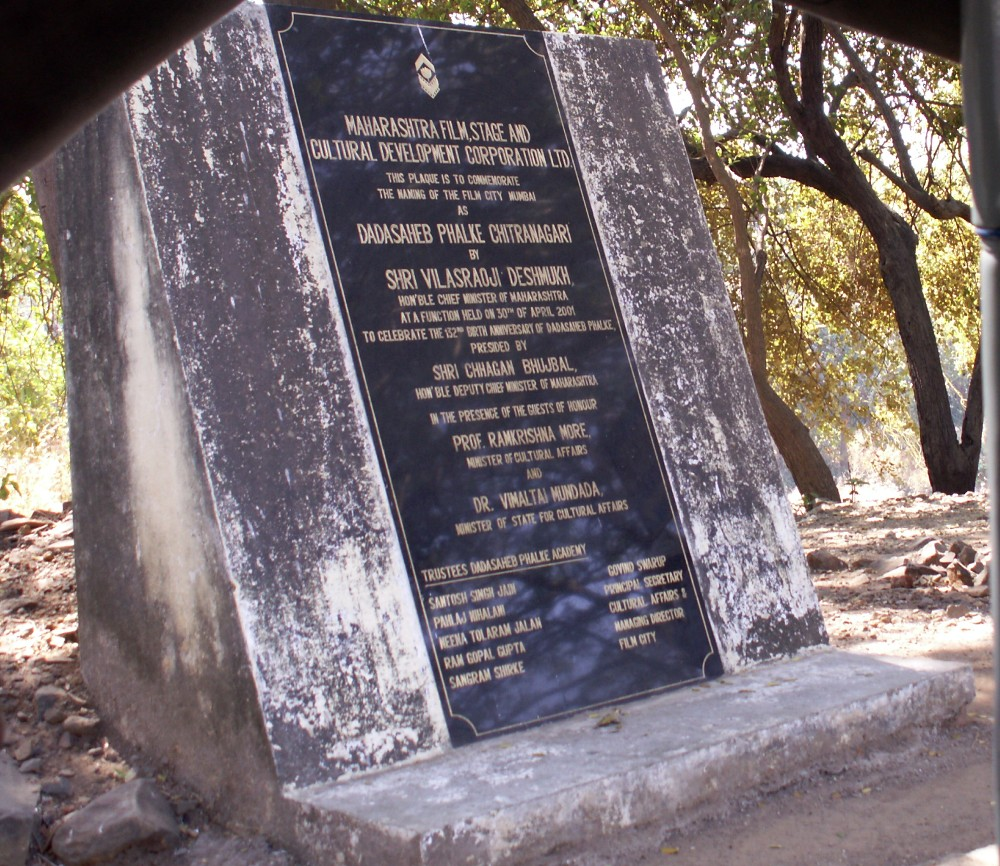
Plaque au film city

Film City, Goregaon Film City ou Filmalaya Studio est le plus grand studio de tournage du cinéma indien en langue hindi, appelé aussi Bollywood. Il a été créé en 1911. Il est situé près de Mumbai, à côté du parc national de Sanjay Gandhi  à Goregaon. Ce complexe comporte plusieurs plateaux de tournage, des jardins, des lacs et des salles de spectacles. Il a été construit par le Gouvernement indien pour faciliter le développement de l'industrie cinématographique nationale. Il a été rebaptisé Dadasaheb Phalke Nagar en mémoire du réalisateur marathe Dadasaheb Phalke.